# Silva (Riós)
Silva (llamada oficialmente A Silva) es una aldea situada en la parroquia de Castrelo de Abajo, del municipio español de Riós, en la provincia de Orense, Galicia.

## Historia
No está claro en qué momento surge esta aldea como población separada de Castrelo de Abajo, aunque ya aparece como tal en mapas del siglo XVIII. Es de suponer que sus pobladores originarios llegaron para aprovechar los terrenos ribereños del río Arzoá, y que actualmente son utilizados en diversas explotaciones agropecuarias de carácter familiar.[cita requerida]

## Demografía
| Gráfica de evolución demográfica de Silva entre 2000 y 2023 |
|                                                             |
| Datos según el nomenclátor publicado por el INE.            |

## Patrimonio
En esta aldea se conserva un antiguo molino de agua, que recientemente fue restaurado y habilitado junto con su entorno inmediato para el turismo. Al fondo del pueblo también hay un horno comunal.[cita requerida]